# Giovanni Comisso
Giovanni Comisso (* 3. Oktober 1895 in Treviso, Italien; † 21. Januar 1969 ebenda) war ein italienischer Schriftsteller, Dichter und Journalist.

## Leben

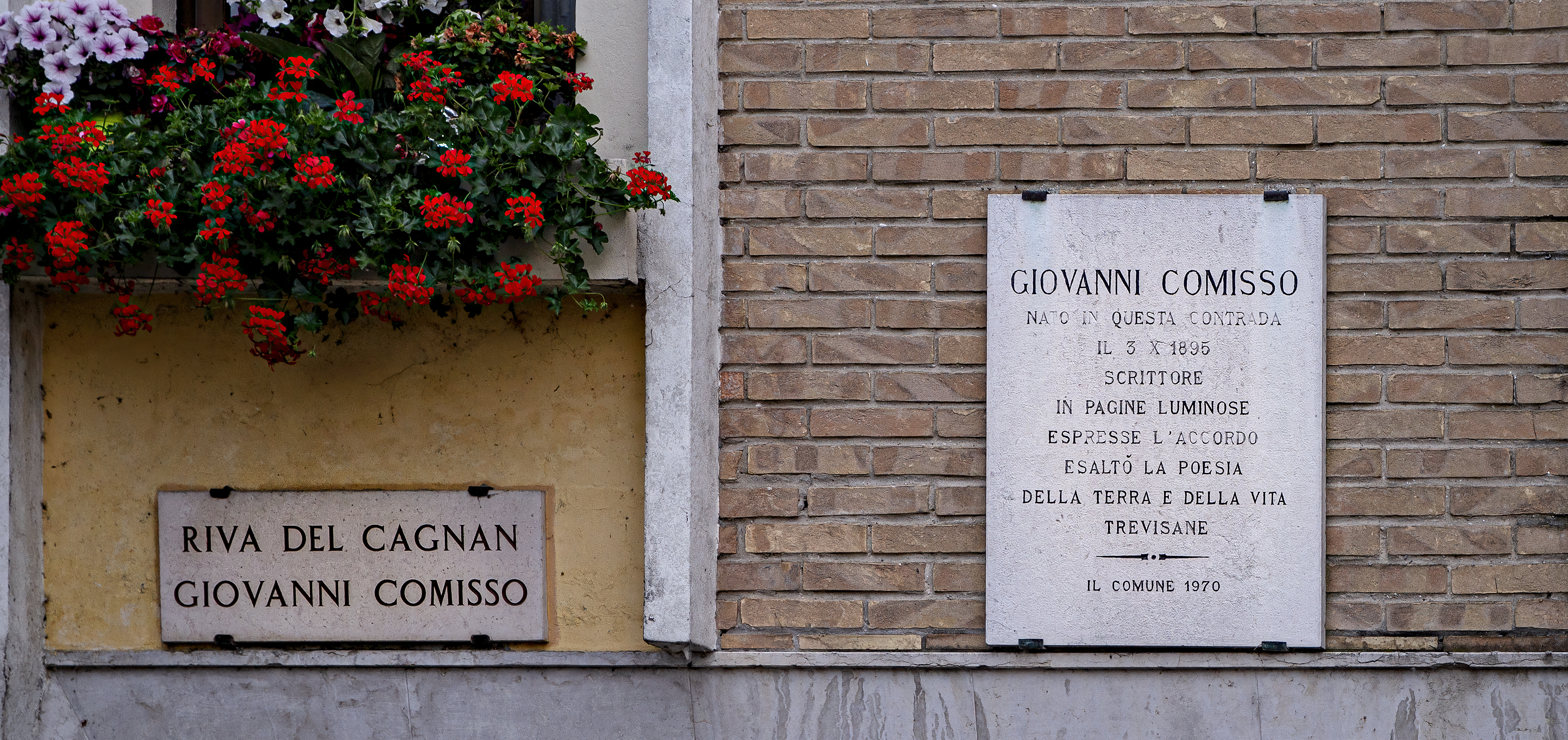
Gedenktafel von Giovanni Comisso in Treviso

Giovanni Comisso nahm am Ersten Weltkrieg teil und folgte 1919 dem italienischen Schriftsteller Gabriele D’Annunzio nach Fiume. Er studierte Jurisprudenz und erlangte 1924 an der Universität Siena das  rechtswissenschaftliche Diplom, übte aber den Anwaltsberuf nie aus. Stattdessen war er als Buchhändler in Mailand und als Kunsthändler in Paris tätig. Ferner war er Mitarbeiter großer italienischer Zeitungen wie La Gazzetta del Popolo, Corriere della Sera, Il Messagero und La Stampa. Nach dem Zweiten Weltkrieg arbeitete er für die Zeitungen Il Mondo, Il Giorno und Il Gazzettino. In seiner Eigenschaft als Journalist unternahm er Reisen nach Nordeuropa, Afrika und in den Fernen Osten.
In seinen frühen Gedichten stand Comisso noch deutlich unter dem Einfluss von D’Annunzio; bald aber befreite er sich von dessen Einwirkung. In seinen Erzählungen und Romanen, vor allem über Menschen und Landstriche am Meer, zeigt er eine gute Beobachtungsgabe und verwendet eine simple, wirklichkeitsnahe Darstellungsweise. Er schrieb auch Reise- und Erinnerungsbücher, insbesondere die Autobiographie Le mie stagioni (Mailand 1951).

## Werke
- Poesie, Gedichte, 1916
- Il porto dell’ amore, Novellen, 1925
- Gente di mare, Erzählungen, 1928
- Storia di un patrimonio, Roman, 1933
- I due compagni, Roman, 1936
- Un italiano errante per l’Europa, Reisebuch, 1937
- Un inganno d’amore, Roman, 1942
- Gioventù che muore, Roman, 1949
- Viaggi felici, Reisebuch, 1949
- Capricci italiani, Reisebuch, 1952
- Poesie, Gedichte, 1954
- Un gatto attraversa la strada, Erzählung, 1954 (Gewinner des Literaturpreises Premio Strega)
- Attraversa il tempo, Roman, 1968
- Il sereno dopo la nebbia, Roman, postum herausgegeben 1974